# Vrankovec
 Vrankovec falu Horvátországban Krapina-Zagorje megyében. Közigazgatásilag Sveti Križ Začretjéhez tartozik.

## Fekvése
Zágrábtól 32 km-re északra, községközpontjától 3 km-re északkeletre a Horvát Zagorje területén az A2-es autópálya közelében fekszik..

## Története
A településnek 1857-ben 200, 1910-ben 264 lakosa volt. Trianonig Varasd vármegye Krapinai járásához tartozott. A településnek 2001-ben 267 lakosa volt.

## Külső hivatkozások
Sveti Križ Začretje község hivatalos oldala